# Primera Divisió (2017/2018)
Primera Divisió (2017/2018) (zwana jako Lliga Multisegur Assegurances ze względów sponsorskich) – 23. edycja najwyższej klasy rozgrywkowej piłki nożnej w Andorze.
Sezon rozpoczął się 17 września 2017 roku, a zakończył 13 maja 2018 roku. Tytuł mistrzowski obroniła drużyna FC Santa Coloma.

## Drużyny
| Uczestnicy poprzedniej edycji                                                                                 | Uczestnicy poprzedniej edycji | Uczestnicy poprzedniej edycji | Uczestnicy poprzedniej edycji |
| --- | ----------------------------- | ----------------------------- | ----------------------------- |
| SFC | FC Santa Coloma               | 1                             |                               |
| SJU | UE Sant Julià                 | 2                             |                               |
| SUE | UE Santa Coloma               | 3                             |                               |
| LUS | FC Lusitanos                  | 4                             |                               |
| ENG | UE Engordany                  | 5                             |                               |
| ENC | FC Encamp                     | 6                             |                               |
| Awans z Segona Divisió                                                                                        |                               |                               |                               |
| INT | Inter Club d’Escaldes         | 1                             |                               |
| po barażach                                                                                                   |                               |                               |                               |
| PEN | Penya Encarnada               | 2                             |                               |
| Oznaczenia: - kolumna pierwsza – skróty nazw drużyn, - kolumna trzecia – miejsce zajęte w poprzednim sezonie. |                               |                               |                               |

## Format rozgrywek
Osiem uczestniczących drużyn w pierwszej fazie rozgrywek gra ze sobą trzykrotnie.
W ten sposób odbywa się pierwszych 21 meczów. Następnie liga zostaje podzielona na dwie grupy po cztery zespoły.
W obu grupach drużyny rozgrywają kolejne mecze – dwukrotnie (mecz i rewanż) z każdą z drużyn znajdujących się w jej połówce tabeli.
W ten sposób każda z drużyn rozgrywa kolejnych sześć meczów, a punkty i bramki zdobyte w pierwszej fazie są brane pod uwagę w fazie drugiej.
Górna połówka tabeli walczy o mistrzostwo Andory oraz kwalifikacje do rozgrywek europejskich, natomiast dolna połówka broni się przed spadkiem.
Do niższej ligi spada bezpośrednio ostatnia drużyna, a przedostatnia musi rozgrywać baraż z drugą drużyną z niższej ligi.

## Faza zasadnicza
| Lp. | Drużyna               | M  | Z  | R | P  | B+ | B-  | +/–  | Pkt | Kwalifikacja      |  | SFC | ENG | SJU | LUS | SUE | INT | ENC | PEN  | SFC | ENG | SJU | LUS | SUE | INT | ENC  | PEN |
| --- | --------------------- | -- | -- | - | -- | -- | --- | ---- | --- | ----------------- |  | --- | --- | --- | --- | --- | --- | --- | ---- | --- | --- | --- | --- | --- | --- | ---- | --- |
| 1   | FC Santa Coloma       | 21 | 15 | 3 | 3  | 55 | 16  | +39  | 48  | Grupa mistrzowska |  |     | 2–3 | 1–0 | 5–3 | 1–0 | 3–0 | 2–0 | 7–0  |     | 1–1 |     |     | 2–0 | 1–0 |      |     |
| 2   | Engordany             | 21 | 14 | 5 | 2  | 45 | 11  | +34  | 47  | Grupa mistrzowska |  | 0–1 |     | 1–0 | 1–3 | 1–0 | 4–1 | 2–0 | 1–0  |     |     |     | 3–0 | 1–1 | 1–0 | 11–1 |     |
| 3   | Sant Julià            | 21 | 12 | 6 | 3  | 58 | 15  | +43  | 42  | Grupa mistrzowska |  | 1–1 | 0–0 |     | 1–0 | 2–3 | 1–0 | 1–1 | 18–0 | 3–1 | 0–0 |     |     |     |     | 9–1  | 5–1 |
| 4   | Lusitanos             | 21 | 10 | 4 | 7  | 49 | 26  | +23  | 34  | Grupa mistrzowska |  | 2–2 | 0–3 | 0–1 |     | 0–1 | 1–1 | 2–0 | 12–1 | 2–0 |     | 1–1 |     |     |     | 3–0  | 6–1 |
| 5   | UE Santa Coloma       | 21 | 8  | 5 | 8  | 35 | 25  | +10  | 29  | Grupa spadkowa    |  | 0–2 | 0–1 | 1–1 | 0–1 |     | 0–0 | 5–0 | 7–1  |     |     | 0–2 | 2–1 |     | 0–2 |      |     |
| 6   | Inter Club d’Escaldes | 21 | 7  | 4 | 10 | 33 | 29  | +4   | 25  | Grupa spadkowa    |  | 0–2 | 1–0 | 2–4 | 0–2 | 2–2 |     | 4–1 | 2–0  |     |     | 1–3 | 1–2 |     |     |      | 3–0 |
| 7   | Encamp                | 21 | 3  | 1 | 17 | 26 | 76  | −50  | 10  | Grupa spadkowa    |  | 1–7 | 0–2 | 0–1 | 0–6 | 3–6 | 1–3 |     | 6–0  | 0–5 |     |     |     | 1–2 | 0–2 |      | 2–1 |
| 8   | Penya Encarnada       | 21 | 0  | 2 | 19 | 10 | 113 | −103 | 2   | Grupa spadkowa    |  | 0–6 | 0–6 | 0–4 | 2–2 | 0–4 | 0–8 | 2–8 |      | 0–3 | 0–2 |     |     | 1–1 |     |      |     |

## Faza finałowa
| Grupa mistrzowska |                        |    |    |   |    |    |     |      |    |                                    |  |     |     |     |     |     |     |     |     |
| 1                 | FC Santa Coloma (M, P) | 27 | 18 | 4 | 5  | 62 | 20  | +42  | 58 | Liga Mistrzów UEFA • Runda wstępna |  |     | 0–0 | 0–1 | 4–1 |     |     |     |     |
| 2                 | Engordany              | 27 | 16 | 7 | 4  | 50 | 17  | +33  | 55 | Liga Europy UEFA • Runda wstępna   |  | 0–1 |     | 1–0 | 0–0 |     |     |     |     |
| 3                 | Sant Julià             | 27 | 14 | 6 | 7  | 64 | 24  | +40  | 48 | Liga Europy UEFA • Runda wstępna   |  | 2–1 | 1–2 |     | 2–3 |     |     |     |     |
| 4                 | Lusitanos              | 27 | 13 | 5 | 9  | 59 | 35  | +24  | 44 |                                    |  | 0–1 | 4–2 | 2–0 |     |     |     |     |     |
| Grupa spadkowa    |                        |    |    |   |    |    |     |      |    |                                    |  |     |     |     |     |     |     |     |     |
| 5                 | UE Santa Coloma        | 27 | 12 | 5 | 10 | 53 | 29  | +24  | 41 |                                    |  |     |     |     |     |     | 7–0 | 2–0 | 0–1 |
| 6                 | Inter Club d’Escaldes  | 27 | 10 | 5 | 12 | 45 | 43  | +2   | 35 |                                    |  |     |     |     | 3–1 |     | 2–2 | 1–2 |     |
| 7                 | Encamp (B, O)          | 27 | 4  | 2 | 21 | 34 | 88  | −54  | 14 | Baraże o Primera Divisió           |  |     |     |     |     | 0–3 | 2–3 |     | 3–0 |
| 8                 | Penya Encarnada (S)    | 27 | 3  | 2 | 22 | 15 | 126 | −111 | 11 | Spadek do Segona Divisió           |  |     |     |     |     | 0–5 | 0–3 | 2–1 |     |

## Baraże o Primera Divisió
Encamp wygrała 2-0 dwumecz z Atlètic Club d’Escaldes wicemistrzem Segona Divisió (2017/2018) o miejsce w Primera Divisió (2018/2019).
| 17 maja 2018 | Encamp | 2:0   | Atlètic Club d’Escaldes |                                                                                     |
| 20:30        |        | (1:0) | 24', 54' Andreu Matos   | Camp de Futbol Municipal d’Encamp, Encamp Sędzia: Manuel Antonio Nogueira Fernandes |

| 24 maja 2018 | Atlètic Club d’Escaldes | 0:0   | Encamp |                                                                                       |
| 20:30        |                         | (0:0) |        | Centre d'Entrenament de la FAF 1, Santa Coloma Sędzia: Bruno Filipe Parente Fernandes |

## Najlepsi strzelcy
| Bramki | Strzelcy          | Drużyna               |
| ------ | ----------------- | --------------------- |
| 14     | Chus Sosa         | FC Santa Coloma       |
| 13     | Vincent Ramaël    | Lusitanos             |
| 9      | Sebastián Gómez   | Engordany             |
| 9      | Joel Méndez       | Sant Julià            |
| 9      | Luigi San Nicolás | Engordany             |
| 9      | Juanma Torres     | FC Santa Coloma       |
| 8      | José Aguilar      | Inter Club d’Escaldes |
| 8      | Walter Fernández  | Sant Julià            |
| 7      | Sergio Crespo     | UE Santa Coloma       |
| 7      | Xavier Gallart    | Inter Club d’Escaldes |
| 7      | Francisco Girau   | Sant Julià            |
| 7      | José Villanueva   | Sant Julià            |

Źródło: faf.ad